# Hanns Bolz

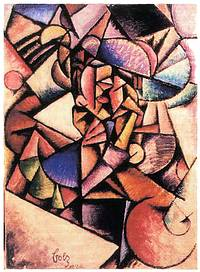
Hanns Bolz: Kompozycja

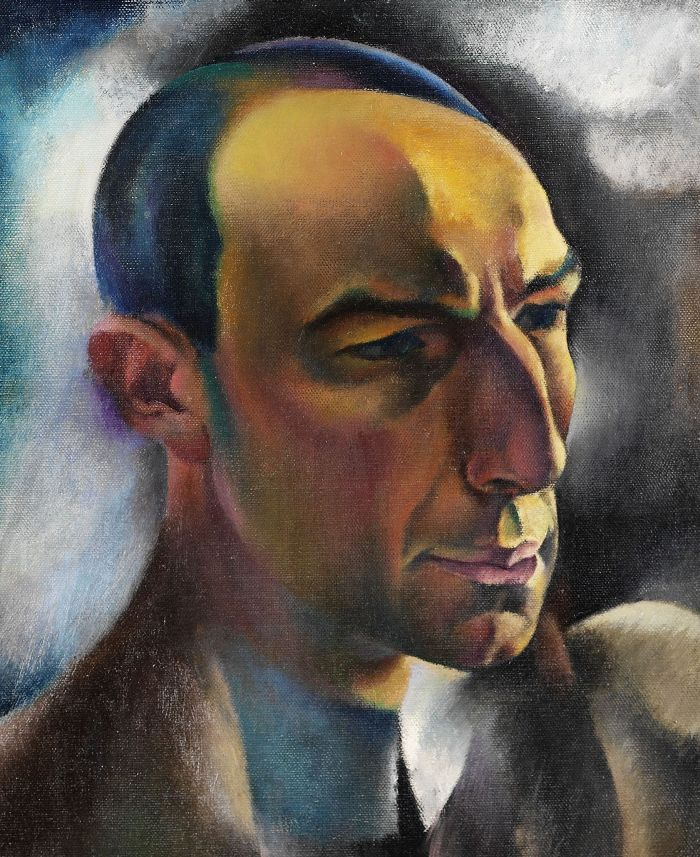
Hanns Bolz: Portret Alfreda Flechtheima

Hanns Bolz (ur. 22 stycznia 1885 w Akwizgranie; zm. 4 czerwca 1918 w Monachium) – niemiecki malarz, rzeźbiarz i grafik. 
Bolz studiował 1905–1908 na Akademii Sztuk Pięknych w Düsseldorfie. Następnie zamieszkał w ciągu prawie trzech lat w Paryżu, wynajmując pracownię użytkowaną poprzednio przez Pabla Picassa. W Paryżu poznał właściciela galerii Alfreda Flechtheima (1878–1937), który po śmierci Bolza zaopiekował się jego spuścizną.
W  latach 1911–1912 przebywał w Monachium, gdzie dostarczał karykatury dla czasopisma „Komet” i gdzie wszedł do kręgu artystów wokół ugrupowania „Błękitny Jeździec”. 1912 powrócił do Paryża. W roku 1914 został powołany do służby wojskowej. Na froncie doznał zatrucia gazami bojowymi i prawie całkowicie stracił wzrok. 
Zwolniony 1917 ze służby wojskowej, mógł już tylko zajmować się modelowaniem rzeźb. W Kolonii korzystał z pracowni Otto Freundlicha (1878-1943), wkrótce jednak wskutek pogarszającego stanu zdrowia został przyjęty 1918 do szpitala w Monachium, gdzie zmarł. Po jego śmierci Alfred Flechtheim zgromadził jego pozostawione dzieła, które obecnie znajdują się przeważnie w zbiorach Suermondt-Ludwig-Museum w Akwizgranie.

## Twórczość
Początkowo Bolz zajmował się rysowaniem karykatur dla czasopism satyrycznych. Podczas pobytu w Paryżu jego styl zbliżył się do ekspresjonizmu i fowizmu. Eksperymentując malował w różnych konwencjach. Za namową Guillaume Apollinaire'a zajął się abstrakcją geometryczną. Przedwczesna śmierć nie pozwoliła mu na ukształtowanie własnego stylu.

## Internet
- Bibliografia, lista dzieł i ekspozycji